# Batalla de Firozpur
La batalla de Firozpur fue una batalla que enfrentó a las fuerzas de la Compañía Británica de las Indias Orientales y al ejército del Reino sij por el control del Punyab; en el contexto de la primera guerra anglo-sij. La batalla se libró entre el 21 de diciembre y el 22 de diciembre de 1845 en la aldea de Firozpur en el Punyab. Los británicos fueron dirigidos por Hugh Gough y el Gobernador general de la India Henry Hardinge, mientras que los sijs fueron dirigidos por Lal Singh. Esta batalla tuvo como resultado la victoria británica. 

## Contexto
La Primera Guerra Anglo-Sikh estalló como resultado de la caída en el desorden del Imperio Sikh del Punjab después de la muerte del Marajá Ranjit Singh en 1839, y el deseo británico de apoderarse del Punjab. El ejército sij, el Khalsa, fue incitado por algunos de los contendientes por el poder en el Punjab y sus propias ambiciones de saqueo y gloria para cruzar el río Sutlej hacia territorio británico.
Una división británica ya estaba estacionada en Ferozepur , y un gran ejército al mando del Comandante en Jefe del Ejército de Bengala , Sir Hugh Gough , acompañado por el Gobernador General, ya marchaba desde las distintas estaciones alrededor de Delhi hacia la frontera. Mientras un destacamento del ejército sij al mando de su comandante en jefe, Tej Singh , avanzaba sobre Ferozepur, la fuerza principal al mando del visir Lal Singh avanzaba para enfrentarse a Gough. El 18 de diciembre, la vanguardia de Lal Singh fue derrotada en el desordenado encuentro Batalla de Mudki .
El propio ejército de Gough fue golpeado y cansado por la batalla, y no hizo ningún movimiento al día siguiente, ni al día siguiente. Esto permitió que el ejército de Lal Singh se concentrara en Ferozeshah y fortificara su campamento.
Temprano el 21 de diciembre, el ejército de Gough avanzó y divisó el campamento sij a última hora de la mañana. Gough deseaba atacar de inmediato. Hardinge pensaba que las probabilidades en contra de los británicos eran demasiado grandes y deseaba esperar a que la división de Ferozepur, dirigida por el general de división Sir John Littler, se uniera al ataque. Finalmente, Hardinge usó su nombramiento civil como gobernador general para invalidar a Gough.

## La batalla

### Primer día
La división de Littler apareció a última hora de la tarde y se desplegó a la izquierda de la línea británica. (La división de la derecha estaba bajo el mando del mayor general Sir Walter Gilbert , y una división más pequeña bajo el mando de Sir Harry Smith estaba en reserva).
Gough atacó alrededor de las 3:30 p. m., en el día más corto del año. La batalla fue abierta por los cañones británicos avanzando para abrir un bombardeo preparatorio. Esto resultó ineficaz. Los cañones sij no solo eran más numerosos y estaban protegidos por parapetos y trincheras, sino que también eran mucho más pesados que los cañones británicos, muchos de los cuales eran cañones ligeros de la artillería a caballo de Bengala . Los pesados cañones de 18 libras de Gough se habían quedado atrás en Mudki.
Mientras la artillería se batía en duelo, la infantería británica y de Bengala avanzaba. El general de división Sir John Littler fue objeto de intensos disparos, y creía que solo una carrera con la bayoneta salvaría a su división de la aniquilación de los cañones sij. Tres de sus regimientos de Bengala se reprimieron (faltaban agua y municiones), mientras que uno de sus regimientos británicos (el 62.º pie ) perdió casi la mitad de sus hombres y fue rechazado. Parte de la división del general Gilbert irrumpió en el campamento sij, pero su propio flanco derecho se vio amenazado por un gran número de caballería irregular sij . Los jinetes sij fueron rechazados por un regimiento de caballería británico , el 3.er Dragón Ligero .
Cuando cayó la noche, la división de Sir Harry Smith lanzó un nuevo ataque, que invadió varias baterías sij y penetró en medio del campamento sij, alrededor del pueblo de Ferozeshah, antes de ser rechazado por los contraataques. La feroz lucha continuó hasta la medianoche. Se produjeron muchas bajas en ambos lados cuando explotó una revista sij.

### Segundo día
Tanto los británicos como los sij estaban mezclados en desorden. Gough y Hardinge intentaron reformar sus tropas, mientras mantenían bromas alentadoras. De hecho, Hardinge esperaba la derrota al día siguiente. Envió un mensaje al campo de Mudki de que los documentos de estado en su equipaje serían quemados en este evento, y entregó su espada (un botín de guerra que había pertenecido a Napoleón Bonaparte ) a su ayudante de campo.
Cuando amaneció, quedó claro que los británicos ocupaban la mayor parte del campamento y habían capturado setenta y un cañones. Reformando su línea, Gough y Hardinge avanzaron hacia el noroeste y al mediodía habían expulsado al ejército de Lal Singh del campo, a pesar de las grandes pérdidas de la artillería sij restante.
Incluso mientras los británicos se felicitaban a sí mismos, se dieron cuenta de que el ejército de Tej Singh se acercaba desde el oeste. Las tropas de Gough ya estaban exhaustas y casi sin municiones. Cuando volvieron a formarse y fueron atacados por las armas de Tej Singh, se consideró seriamente una capitulación para evitar que los heridos sufrieran masacre.
El ejército de Gough se salvó cuando, irónicamente, parte de la artillería de su caballo se quedó sin municiones. Un oficial de estado mayor les ordenó que se retiraran a Ferozepur para reabastecerse y también ordenó a gran parte de la caballería británica que los escoltara. Tej Singh afirmó que el movimiento era una maniobra de flanqueo y ordenó una retirada hacia el norte.

## Consecuencias
Mientras que los sijs se retiraron temporalmente sobre el Sutlej, el ejército de Gough acampó inmediatamente al norte del campo de batalla. Sufrieron el hedor de los muchos muertos y muchos hombres se enfermaron por beber de pozos contaminados. Una séptima parte del ejército había sufrido bajas. Hardinge criticó en privado las tácticas de Gough y buscó que lo reemplazaran, pero no se pudo realizar ningún cambio formal de mando durante varias semanas, momento en el que los acontecimientos lo hicieron innecesario. Se juzgó que el oficial de estado mayor cuyo aparente error al enviar los cañones y la caballería el segundo día había salvado a Gough, un capitán Lumley que era hijo de un general, se había vuelto temporalmente loco por el agotamiento y la insolación y se le permitió renunciar a su cargo con comisión, en lugar de enfrentarse a un consejo de guerra.
En el lado sij, hubo una consternación temporal y muchas recriminaciones. Era evidente que tanto Lal Singh como Tej Singh eran comandantes ineficaces y potencialmente traidores. Ambos eran Dogras en lugar de Sikhs, y eran prominentes en la facción que buscaba restringir el poder del Ejército Sikh Khalsa para intervenir en el Durbar (corte y gobierno) del Punjab. Se alega que Lal Singh se refugió en una zanja durante toda la batalla, y aunque esto no se puede probar, está claro que participó poco activamente. Tej Singh había utilizado el pretexto más débil para ordenar una retirada cuando la mayoría de sus oficiales y tropas estaban ansiosos por caer sobre los agotados ejércitos británicos y bengalíes.